# Гилли, Александр
Александр Гилли (нем. Alexander Gilli, 1903—2007) — австрийский ботаник — флорист, систематик и геоботаник.

## Биография
Родился Александр Гилли в Пенцинге 29 апреля 1903 года в семье почтового работника. После окончания школы поступил в Венский университет, где слушал лекции Р. Веттштейна, Х. Молиша, А. Хайека, А. Гинцбергера. Окончил университет в 1927 году, после чего последовательно преподавал в нескольких средних школах в Вене.
В 1936 году путешествовал по Персии, собрал значительный гербарий, занимался геоботаническими исследованиями. После аннексии Германией Австрии Гилли был переведён в школе в Клагенфурте. С 1940 по 1942 руководил ботаническим отделением Каринтийского государственного музея.
В мае 1940 года женился на Гертруде. После войны вернулся в Вену, продолжил преподавать в школе. С 1949 года работал в немецкой школе в Кабуле (Афганистан). В Афганистане в 1950 году у него родилась дочь Анита. В 1952 году семья вернулась в Вену, в 1952 году у Александра родился сын Вильфред. До 1963 года Гилли преподавал в Вене, после чего ушёл на пенсию.
На пенсии Гилли стал заниматься изучением ботаники более интенсивно. Побывал на всех континентах, регулярно участвовал в ботанических конференциях. До 1996 года он почти ежедневно приезжал на велосипеде в Венский музей естественной истории. В 80-летнем возрасте он объездил Новую Гвинею.
Александр Гилли опубликовал множество работ по флористике лесов окрестностей Вены, лесов Средиземноморья, растительных сообществ Макаронезии, Центральной Азии, Южной Азии, Восточной Африки, а также Эквадора и Новой Гвинеи.
Большой интерес для Гилли представлял род Рубус, ему была посвящена его диссертация. Впоследствии он разработал систему классификации подрода Rubus (ежевика) с выделением небольшого количества «предковых» видов и многочисленных «гибридных» видов, промежуточных между ними. Так, на территории Австрии он выделил всего 12 основных видов с промежуточными формами. Сходная классификация активно используется для рода Ястребинка.
Скончался Александр Гилли 16 мая 2007 года в 104-летнем возрасте.

## Некоторые публикации
- Gilli A. Afghanische Pflanzengesellschaften (англ.) // Vegetatio : journal. — 1968. — Vol. 16, no. 5/6. — P. 307—375. — doi:10.1007/BF00257022.
- Gilli A. Beiträge zur Flora von Papua-New Guinea, II. Dicotyledones (нем.) // Annalen des Naturhistorischen Museums in Wien : magazin. — 1979. — Bd. 83. — S. 417—474.

## Некоторые виды, названные в честь А. Гилли
- Allium gillii Wendelbo, 1959
- Zosima gilliana Rech.f. & Riedl, 1963